# Берёзово (Саратовская область)
Берёзово — село в Пугачёвском районе Саратовской области России в составе Заволжского муниципального образования. Расположено на берегу реки Большой Иргиз.

## История
Первоначально известно как Берёзовый Яр. Основано в 1706 году государственными крестьянами. В середине XVIII века в Берёзово переселились удельные крестьяне.
В 1784–1786 годах построена церковь во имя Николая Чудотворца
В Списке населённых мест Самарской губернии по данным 1859 года населённый пункт упомянут как казённое село Берёзовый Яр Николаевского уезда при реке Большой Иргиз, расположенное в 29 верстах от уездного города Николаевска. В селе имелось 250 дворов и проживало 1218 мужчин и 1380 женщин.
В 1880 году вместо обветшавшей старой церкви началось строительство новой (главный престол освящён в 1890 году). В 1885 году в Берёзове открылось смешанное двухклассное министерское училище
Согласно Списку населённых мест Самарской губернии по сведениям за 1889 год в селе Берёзово (оно же Берёзовый Яр, Берёзовый Гай), ставшим центром Берёзовской волости, насчитывались 755 двора и проживали 3929 человек (русские, старообрядческого и православного вероисповеданий). В селе имелись 2 церкви (2 — в стадии строительства), двухклассное Министерства народного просвещения училище, приёмный покой, волостное правление, проводились 3 ярмарки, работали урядник, почтовая и земская станции, водяная мельница. Согласно переписи 1897 года в селе Берёзовый Яр проживали 3672 жителя, из них православных — 2956, старообрядцев (приемлющие австрийское священство, беспоповцы и беглопоповцы) — 715
В 1907 году в селе зарегистрирована община раскольников австрийского толка, после чего ими был построен белокриницкий храм во имя Николая Чудотворца
Согласно Списку населённых мест Самарской губернии 1910 года в селе проживали 2213 мужчин и 2196 женщин. Функционировали церковь, двухклассное министерское училище, церковно-приходская школа, волостное правление, 2 ярмарки, земская станция, проводились 2 ярмарки, работали врач, фельдшер и акушерка, урядник, 8 ветряных мельниц. Земельный надел составлял 11101 десятину удобной и 1093 неудобной земли.
В середине февраля 1918 года в Берёзове вспыхнул крупный кулацкий мятеж, во главе которого встали бывший полковник царской армии Баширин и другие кадровые офицеры. Восстание было подавлено отрядами В. И. Чапаева .
Согласно переписи 1926 году в селе проживали 1463 мужчин и 1726 женщин, всего 755 дворов. В 1926 году в селе работали библиотека, нарсуд, почтово-телеграфное отделение, водяная мукомольная мельница № 2 Окружного Промкомбината. В 1937 году была закрыта православная Никольская церковь (разрушена в конце 1960-х). Старообрядческий храм также был закрыт и впоследствии разрушен .
С фронтов Великой Отечественной войны не вернулись 116 жителей села. В поздний советский период в Берёзове размещалась центральная усадьба колхоза «Дружба» .

## Физико-географическая характеристика
Село находится в Заволжье, на правом берегу реки Большой Иргиз, на высоте около 25—30 метров над уровнем моря. Почвы: в пойме Иргиза — пойменные нейтральные и слабокислые, выше поймы, по правой стороне Иргиза — чернозёмы южные.
Село расположено в западной части Пугачёвского района, примерно в 25 км по прямой от районного центра города Пугачёв. Через село проходит автодорога Р229 Самара - Пугачёв - Энгельс - Волгоград. По автомобильным дорогам расстояние до районного центра г.Пугачёв составляет 31 км, до областного центра города Саратов — 210 км, до Балаково— 45 км.
Часовой пояс
Берёзово, как и вся Саратовская область, находится в часовой зоне МСК+1. Смещение применяемого времени относительно UTC составляет +4:00.

## Население
| 2002 | 2010  |
| ---- | ----- |
| 1345 | ↘1249 |

Динамика численности населения по годам:
| Годы      | 1859 | 1889 | 1897 | 1910 | 1926 | 2002 |
| --------- | ---- | ---- | ---- | ---- | ---- | ---- |
| Население | 2298 | 3929 | 3672 | 4409 | 3189 | 1345 |

Национальный состав
Согласно результатам переписи 2002 года, в национальной структуре населения русские составляли 84 %